# Adriaan Walraven Engelen
Adriaan Walraven Engelen (Valburg, 23 augustus 1804 - Velp, 29 januari 1890) was een dichter en kantonrechter, die vier jaar als afgevaardigde in de Tweede Kamer der Staten-Generaal zat.
Adriaan Walraven Engelen was de zoon van de raadsheer aan het keizerlijk hof (1812) en President van de Hoge Raad der Nederlanden, Hendrik Engelen en diens vrouw Gerarda Johanna Dibbets. Hij volgde een opleiding aan het Koninklijk Instituut Van Kinsbergen in Elburg en studeerde rechten en hedendaags recht (1820-1826) en letteren (1829) aan de Hogeschool te Groningen. Van 1830 tot 1832 nam hij vrijwillig militaire dienst, bij de Groningse vrijwillige jagers, en nam hij ook deel aan de Tiendaagse Veldtocht.
Vanaf 1828 werkte Engelen als advocaat in Groningen. Tussen 1833 en 1843 was hij rector bij Latijnse scholen en het Koloniaal Instituut Van Kinsbergen. Daarnaast was hij schoolopziener in Gelderland en vanaf 1838 kantonrechter-plaatsvervanger te Elburg. Van 1843 tot 1877 was hij volwaardig kantonrechter te Tiel. Na zijn pensionering als kantonrechter ging hij in Velp wonen.
Van 1849 tot 1853 was Engelen lid van de Tweede Kamer, waar hij als pragmatisch liberaal regelmatig het woord voerde. Hij sprak er onder andere over justitiële onderwerpen, onderwijs, financiële zaken en koloniën. In de daaropvolgende jaren stelde hij zich wel verkiesbaar, maar werd hij niet herkozen.
Daarnaast was Engelen een fervent dichter, onder meer onder de schuilnamen Herman van Apeltern en "H. van A.". Hij leverde vele letterkundige en geschiedkundige bijdragen aan het Tiels Weekblad, onder beschrijvingen van zijn vele voetreizen, en werkte mee aan de oprichting van een Tielse afdeling van het Nederlandsch Onderwijzersgenootschap.

## Publicaties
- "Selecta sistens de decemviris eorumque legibus" (dissertatie, 1826)
- "Nagedachten" (1827)
- vertaling van Vergilius' Aeneïs (1829)
- "Poezy" (1829)
- "Eduard Dalhorst. Een Nederlandsch verhaal uit het laatst der zeventiende eeuw" (2 delen, 1829)
- "Kusjens" (1830)
- "Nemesis" (1830)
- "Lied voor de uittrekkende Groningsche studenten" (1830)
- "Nieuwe verhalen, ontleend uit de geschiedenis van belangrijke misdaden" (1832)
- "Roosjens, verzameling van minnedichtjens, aan jeugd en schoonheid geheiligd" (1832)
- "Dichterlijke brief aan Dr. H. Riedel" (1833)
- "Wandelingen door Brussel en een gedeelte van België in 1836" (1837)
- "Quî fit, Maecenas? Dichterlijke Nanutsvoorlezing" (1839)
- "Reistochtjens door een gedeelte van Duitschland in 1838" (1839)
- "De grot van Fosto" (3 delen, 1840-1841)
- "Staatshervormen. Dichterlijk vertoog" (1845)
- "Wandelingen door Gelderland" (1847)
- "Naar Parijs, Havre en Tours in den zomer van 1847" (1848)
- "Neêrlands Marseillaise. Een nieuw lied op eene oude wijs" (1848)
- "Gedichten" (1853)
- "Wandelingen door Champagne en aangrenzende gewesten in de lente van 1854" (1855)
- "Uit de gedenkschriften van een voornaam Nederlandsch beambte" (1882)[1]
- Engelen, A.W. (1884). Herinneringen van vroeger en later leeftijd, en aan gedenkwaardige land- en tijdgenooten; ten vervolge op: "uit de gedenkschriften van een voornaam nederlandsch beambte over de tweede helft der 18e en het begin der 19e eeuw," door Mr. H. van A.. H.C.A. Campagne & Zoon, Tiel. OCLC 740250753